# ジェファーソン郡 (コロラド州)
ジェファーソン郡（英: Jefferson County、[ˈdʒɛfərsən]）は、アメリカ合衆国コロラド州の中央部に位置する郡である。人口は58万2910人（2020年）で、コロラド州で4番目に人口が多い郡である。郡庁所在地はゴールデンであり、同郡で人口最大の町はレイクウッドである。ロッキー山脈のフロント山脈に沿って位置し、州都デンバーの西隣にある。郡のスローガンは「ロッキー山脈への入り口」である。ジェファーソン郡の全体はデンバー・オーロラ大都市圏とデンバー・オーロラ・ボールダー広域都市圏に属している。
ジェファーソン郡は通常略して「ジェフコ」と呼ばれている。この略称は、ジェフコ教育学区、ジェフコ事業センター大都市圏地区No.1および郡内にある企業などにも使われている。また郡の機関の多くでも非公式の愛称に使われている。ジェファーソン郡が運営するロッキーマウンテン都市圏空港は以前ジェフコ空港と呼ばれていた。
郡内の主要雇用主として、ゴールデンのクアーズ（ビール醸造）がある。また州立のコロラド鉱山大学が郡内にあり、鉱山と土木工学の知識を教えている。
1999年のコロンバイン高校銃乱射事件はジェファーソン郡内の高校で起こった。

## 歴史
1855年8月25日、カンザス準州議会が準州西部全体を統治するためにアラパホ郡を創設した。この郡名は地域に住むアラパホ族インディアンから採られていた。
1858年7月、アラパホ郡のサウスプラット川沿い、現在のイングルウッドで金が発見されたことでパイクスピーク・ゴールドラッシュが起こった。鉱山地域の住人はカンザス準州やネブラスカ準州の政府から遠く離れて疎外されていると感じたので、1859年10月24日の住民投票で自らジェファーソン準州を創ることに決めた。翌月、ジェファーソン準州議会は新しい準州内に12の郡を組織化し、この中に現在のジェファーソン郡があった。郡名はジェファーソン準州の名前のもとにもなったアメリカ独立宣言の主要執筆者にして第3代アメリカ合衆国大統領トーマス・ジェファーソンに因むものだった。ゴールデンが新しい郡の郡庁所在地になった。準州暫定政府の知事を1859年から1861年まで務めたロバート・ウィリアムソン・スティールが、郡内のマウントバーノンに、また後にはアペックスに自宅を建てた。
ジェファーソン準州は結局連邦議会の承認を得られず、1861年2月28日、その任期の最後の週になっていたジェームズ・ブキャナン大統領が法に署名してコロラド準州が創設された。ジェファーソン郡は1861年11月1日に新しいコロラド準州によって創設された最初の17郡の1つとなった。1908年、郡領域の南端がパーク郡に分割され、現在の南北長さ54マイル (87 km) になった。デンバー市郡、さらに2001年にはブルームフィールド市郡の統合によって、郡領域の東部が何度か減らされた。

## 地理
郡領域の大きさは南北に54マイル (87 km)、東西に4ないし18マイル (6.4–29 km) である。
アメリカ合衆国国勢調査局に拠れば、郡域全面積は778.06平方マイル (2,015.2 km2)であり、このうち陸地は772.09平方マイル (1,999.7 km2)、水域は5.97平方マイル (15.5 km2)で水域率は0.77%である。

### 隣接する郡
ジェファーソン郡は10の郡と接しており、コロラド州の郡の中では最も多い。
- ボルダー郡 - 北
- ブルームフィールド市郡 - 北東
- アダムズ郡 - 東
- デンバー市郡 - 東
- アラパホ郡 - 東
- ダグラス郡 - 東
- テラー郡 - 南
- パーク郡 - 南西
- クリアクリーク郡 - 西
- ギルピン郡 - 北西

## 人口動態
以下は2000年国勢調査による人口統計データである。
| 基礎データ - 人口: 527,056人 - 世帯数: 206,067 世帯 - 家族数: 140,537 家族 - 人口密度: 264人/km2（683人/mi2） - 住居数: 212,488軒 - 住居密度: 106軒/km2（275軒/mi2） 人種別人口構成 - 白人: 90.59% - アフリカン・アメリカン: 0.89% - ネイティブ・アメリカン: 0.75% - アジア人: 2.28% - 太平洋諸島系: 0.08% - その他の人種: 3.23% - 混血: 2.18% - ヒスパニック・ラテン系: 9.95% 年齢別人口構成 - 18歳未満: 25.3% - 18-24歳: 8.1% - 25-44歳: 32.1% - 45-64歳: 24.9% - 65歳以上: 9.6% - 年齢の中央値: 37歳 - 性比（女性100人あたり男性の人口） - 総人口: 99.0 - 18歳以上: 96.8 | 世帯と家族（対世帯数） - 18歳未満の子供がいる: 33.4% - 結婚・同居している夫婦: 55.1% - 未婚・離婚・死別女性が世帯主: 9.71% - 非家族世帯: 31.8% - 単身世帯: 24.5% - 65歳以上の老人1人暮らし: 6.3% - 平均構成人数 - 世帯: 2.52人 - 家族: 3.03人 収入と家計 - 収入の中央値 - 世帯: 57,339米ドル - 家族: 67,310米ドル - 性別 - 男性: 45,306米ドル - 女性: 32,372米ドル - 人口1人あたり収入: 28,006米ドル - 貧困線以下 - 対人口: 5.2% - 対家族数: 3.4% - 18歳未満: 5.8% - 65歳以上: 5.1% |

## 主要高規格道路
- 州間高速道路70号線
- アメリカ国道6号線
- アメリカ国道40号線
- コロラド州道470号線

## 都市と町

### 都市
- レイクウッド
- アーバダ
- ホィートリッジ
- ゴールデン - 郡庁所在地
- エッジウォーター
- ウェストミンスター（一部）
- リトルトン（一部）

### 町
- ボウマー
- レイクサイド
- モリソン
- マウンテンビュー
- スーピアリア（部分）

### 未編入の町
- アップルウッド
- アスペンパーク
- コロンバイン
- コニファー
- イーストプレザントビュー
- エバーグリーン
- ジェネシー
- インディアンヒルズ
- ケンキャリル
- キットレッジ
- ウェストプレザントビュー

## 教育学区
ジェファーソン郡教育学区 R-1

## 政府とインフラ
イングルウッド連邦矯正施設が郡内未編入領域にある。

## 州立公園
- チャットフィールド州立公園
- ゴールデンゲイト・キャニオン州立公園

## 国有林と原生地
- パイク国立の森
- ルーズベルト国立の森
- ロスト・クリーク原生地

## 国立野生生物保護区
- ロッキーフラッツ国立野生生物保護区
- トゥーポンズ国立野生生物保護区

## 歴史的トレイル
- サウスプラット・トレイル

## レクリエーション・トレイル
- アメリカン・ディスカバリー・トレイル
- アペックス国立レクリエーション・トレイル
- ビッグドライ・クリーク国立レクリエーション・トレイル
- コロラド・トレイル
- プラット川グリーンウェイ国立レクリエーション・トレイル
- トゥーポンズ国立レクリエーション・トレイル

## 景観道路
- ラリアートループ景観歴史側道